# Александр Наримунтович
Александр Глебович (Наримунтович) (приблизительно 1320—1380 годы) — князь пинский, сын Глеба Наримунта Гедиминовича, от первой жены, внук великого князя литовского Гедимина.

## История
В июне 1331 года Василий (в миру — священник Григорий Калека), избранный новгородцами во «владыки», поехал во Владимир Волынский к митрополиту Феогносту для рукоположения, вместе с ним отправились новгородские бояре Кузьма Твердиславич и Варфоломей Остафьев. Полагаясь на ранее заключённый мир с Литвой, они поехали ближайшей дорогой через Литовския владения, но Гедимин задержал их на пути и отпустил только тогда, когда они обещали дать его сыну Наримунду пригороды Новгородские: Ладогу, Орехов городок, Карельский городок, а также Карельскую землю и половину Копорья «в вотчину и дедину».
В 1333 году город-крепость Орешек были переданы в вотчину полоцкому князю Наримунту, который ставит сюда своего сына Александра.
Удельный князь Ореховский и Корецкий, наместник в Ореховце в 1333—1338 годах.
После смерти отца и старшего брата — князь пинский.
Вероятно, именно Александр Наримунтович был отцом Патрикея — князя стародубского.
Предполагаемый родоначальник князей Корецких и Ружинских, предок Богдана Ружинского и ещё нескольких атаманов Войска Запорожского.